# Роман Рейнс
Леати Джоузеф Аноаи (на английски: Leati Joseph Anoaʻi), известен със сценичното си име Роман Рейнс (на английски: Roman Reigns), е професионален американски кечист.
Рейнс държи рекорда от 12 общи елиминации на Кралско меле и рекорда от 4 елиминации в елиминационен Сървайвър мач. Той е бивш член на „Щит“, където е бил Отборен шампион със Сет Ролинс. С днешна дата,той е известен на ринга с прякора „Вожда“ и неговата реплика „Признай ме“.

## Световна федерация по кеч

### Щит (2012)
Рейнс прави своя дебют на 18 ноември 2012 г., на турнира „Сървайвър“ заедно с Дийн Амброуз и Сет Ролинс, те нападат Райбак по време на тройна заплаха за титлата на Федерацията. Триото се обявява като „Щит“ който се бори срещу неправдата. Те работят за Си Ем Пънк и нападат Райбак и Отбор Адското Не (Кейн и Даниъл Брайън). Това довежда до мач с Маси, Стълби и Столове на МСС: Маси, стълби и столове, където Амброус, Ролинс и Рейнс побеждават Райбак и Адското Не. „Щит“ продължават да помагат на Пънк през януари 2013 г., нападат Райбак и Скалата. На 28 януари е обявено, че Пънк и неговият мениджър Пол Хеймън плащат на „Щит“.
Когато приключиха да помагат на Пънк, Щит започнаха вражда с Джон Сина, Райбак и Шеймъс което доведе до мач на 17 февруари на Клетка за Елиминация който Щит спечелиха. На следващата нощ, Щит победиха Райбак, Шеймъс и Крис Джерико. Шеймъс се съюзи с Ренди Ортън и Грамадата, за да се бият с Щит на Кечмания 29, но Щит спечелиха. На 13 май, Щит се опитаха да нападнат Гробаря, но им беше попречено от Отбор Адското Не.
На 19 май на Екстремни правила, Ролинс и Рейнс победиха Отбор Адското Не, за да спечелят Отборните титли. На 14 юни непобедимата серия на Щит беше победена от Отбор Адското Не и Ренди Ортън, след като Брайън накара Ролинс да се предаде. Ролинс и Рейнс победиха Брайън и Ортън на Разплата, за да си запазят Отборните титли. Те успяха да си запазят титлите срещу Братя Усо на Договорът в куфарчето и срещу тандема Прайм Тайм нощта на шампионите.
През Август, Щит започнаха да работят за главния оперативен директор Трите Хикса и Началниците. На Бойно Поле, уволнените Коуди Роудс и Златен Прах бяха върнати на работа след като победиха Ролинс и Рейнс. На 14 октомври, Ролинс и Рейнс загубиха Отборните титли от Коуди Роудс и Златен Прах в мач Без Дисквалификации. На Ад в клетка, Ролинс и Рейнс се провалиха да си върнат титлите. На Сървайвър, Рейнс остана последния оцелял след като елиминира четирима от опонентите си в традиционен 5-на-5 елиминационен Сървайвър мач. След като Щит загубиха в хандикап мач срещу Си Ем Пънк на МСС: Маси, Стълби и Столове, Рейнс победи Пънк на 6 януари и стана първия член на Щит който да победи Пънк. На Кралски грохот, Рейнс влезе в мача Кралско Меле под номер №15 и постави рекорд от 12 общи елиминации. Той елиминира и съотборниците си от Щит докато не е елиминиран от Батиста. На Клетка за Елиминация, Щит загубиха от Семейство Уаят.
През Март, Щит започнаха вражда с Кейн което превърна всички членове на Щит в добри (фаворити на фенове). През следващите няколко седмици Щит продължават взаимните нападения с Кейн и Разбойниците на Новата епоха, което доведе до мач на Кечмания 30, който Щит спечелиха. Щит започнаха вражда с Трите Хикса който отново събра Еволюция. Щит победиха Еволюция на Екстремни правила и Разплата. През юни, Батиста се отказа от Еволюция, което накара Трите Хикса да използва своя План Б който беше Ролинс да се обърне срещу Щит.
На 16 юни епизод на Първична сила, Рейнс принуди Вики Гереро да добави и него към кралската битка да се класира за място за Договора в куфарчето мача със стълби за Световната титла в тежка категория на Федерацията на Договора в куфарчето; той печели чрез като елиминира Русев. На турнира Договора в куфарчето, Рейнс не успя да спечели титлата. [62] На турнира Бойно поле 2014, Рейнс участва във фатална четворка за Световната титла в тежка категория, който спечели Сина да си защити титлите. На следващата вечер в Първична сила, Трите Хикса е планирал за обявяване на Ренди Ортън като номер едно претендент за Световната титла в тежка категория на Федерацията, но Рейнс нападна Ортън, карайки Трите Хикса да загуби вяра в него и да го замести в мача на турнира. Това стана повод за вражда между Рейнс и Ортън, На 17 август 2014 г. на Лятно тръшване, Рейнс побеждава Ортън след копие.

## Оттегляне
На 29 октомври 2018 година, Роман Рейнс обяви на ринга на Първична сила, че страда от левкемия и по тази причина той се отказва от Универсалната титла на федерацията и се оттегля от ринга, за да се бори с коварната болест. В обръщение пред феновете, той обяснява, че от 11 години се бори с болестта, но тя се е върнала, което налага и оттеглянето му. Той обаче даде ясно да се разбере, че не се пенсионира и е въпрос на време да се завърне. Веднага след като съобщи това, Роман беше подкрепен и окуражен от своите колеги зад сцената – Шон Майкълс, Трите Хикса, Броун Строуман, Пол Хеймън, Сет Ролинс, Дийн Амброуз и други.

## В кеча
Завършващи хватки
- Копие
- Супермен Кроше
- Гилотина

Ключови хватки
- Скачащ саблен удар
- Самоанско тръшване

Интро песни
- Special Op от Джим Джонстън (16 декември 2012 – 9 юни 2014)
- The Truth Reigns от Джим Джонстън (16 юни 2014 – 23 юни 2021)
- Head Of The Table от Def Rebel (30 юни 2021)

## Титли и постижения
- Florida Championship Wrestling
  - FCW отборни титли (1 път) – с Майк Далтън

- WWE
  - Интерконтинентален шампион (1 път)[1]
  - Отборен шампион на Федерацията (1 път) – със Сет Ролинс[2]
  - Шампион на Съединените американски щати (1 път)[3]
  - Универсален шампион (2 пъти)
  - Световен шампион в тежка категория на Федерацията (4 пъти)[4]
  - Кралски грохот (2015)[5]
- Слами награда (7 пъти)